# Бруклин (Конектикат)
Бруклин (енгл. Brooklyn) насељено је место без административног статуса у америчкој савезној држави Конектикат.

## Демографија
По попису из 2010. године број становника је 981.
| Група             | 2000.    | 2010.       |
| Белци             | 0 (0,0%) | 637 (64,9%) |
| Афроамериканци    | 0 (0,0%) | 186 (19,0%) |
| Азијати           | 0 (0,0%) | 7 (0,7%)    |
| Хиспаноамериканци | 0 (0,0%) | 148 (15,1%) |
| Укупно            | 0        | 981         |